# Thülsfelder Talsperre
Die Thülsfelder Talsperre ist ein Stausee zwischen Cloppenburg und Friesoythe im Oldenburger Münsterland in Niedersachsen. Sie grenzt an die Gemeinden Friesoythe, Garrel und Molbergen und wurde zwischen 1924 und 1927 errichtet, um die Uferregionen der Soeste vor Überschwemmungen zu schützen. Mit einem Stauinhalt von 10,8 Millionen Kubikmetern zählt sie zu den „großen Talsperren“ und ist nach der Talsperre Brohm der nördlichste Stausee Deutschlands.

## Entstehung und Nutzung
Die Talsperre entstand durch einen Beschluss des Oldenburger Landtags von 1923, da die Soeste bei starkem Regen oder Schneeschmelze das Wasser in ihrem schmalen Flussbett nicht abführen konnte. Das führte im Bereich Friesoythe regelmäßig zu Überschwemmungen. Die Bauarbeiten für die einzige Talsperre im niedersächsischen Flachland, die zunächst dem Hochwasserschutz diente, begannen im Jahre 1924. Sie entstand bei Thülsfeld an einer natürlichen Geestenge. Der dabei errichtete 3,1 km lange Staudamm hat eine 70 m breite Sohle und eine Höhe von 9 m. Bei Vollstau beträgt die Wassertiefe 5 m.
Heute dient die Talsperre auch der Niedrigwasseraufhöhung der Soeste sowie des Küstenkanals, der Naherholung, der Sportfischerei und dem Naturschutz. Als Hochwasserschutzraum werden 3,52 Mio. m³ vorgehalten. Der Stausee ist ein typischer Flachlandsee, der ausgedehnte Flachwasserzonen hat. Diese sind ein wertvoller Lebensraum für bedrohte Tier- und Pflanzenarten.
Die Anlage wird vom Niedersächsischen Landesbetrieb für Wasserwirtschaft, Küsten- und Naturschutz, Betriebsstelle Cloppenburg, betrieben. Auch gibt es einen „Zweckverband Erholungsgebiet Thülsfelder Talsperre“ in Cloppenburg.
Die Heideflächen westlich der Thülsfelder Talsperre stellen gemäß der Fauna-Flora-Habitat-Richtlinie (FFH-RL) geschützte Lebensräume mit europäischer Bedeutung dar. Sie sind zusammen mit dem Stausee und den See umgebenden Wäldern vom Land Niedersachsen 1999 als zu schützende Lebensräume an die EU gemeldet worden. Das Gebiet ist seit 1937 als Naturschutzgebiet „Talsperre Thülsfeld“ ausgewiesen.

## Sanierung
Die Talsperre wurde von Juni 2002 bis 2006 saniert. Das Auslaufbauwerk im Abschlussdamm und das Betriebsgebäude wurden erneuert. Auch der Damm wurde verstärkt. Bis zur Fertigstellung war der Stauinhalt auf die Hälfte begrenzt. Auf Grund von Baumängeln wurde im Februar 2009 der größte Teil der Talsperre entleert.

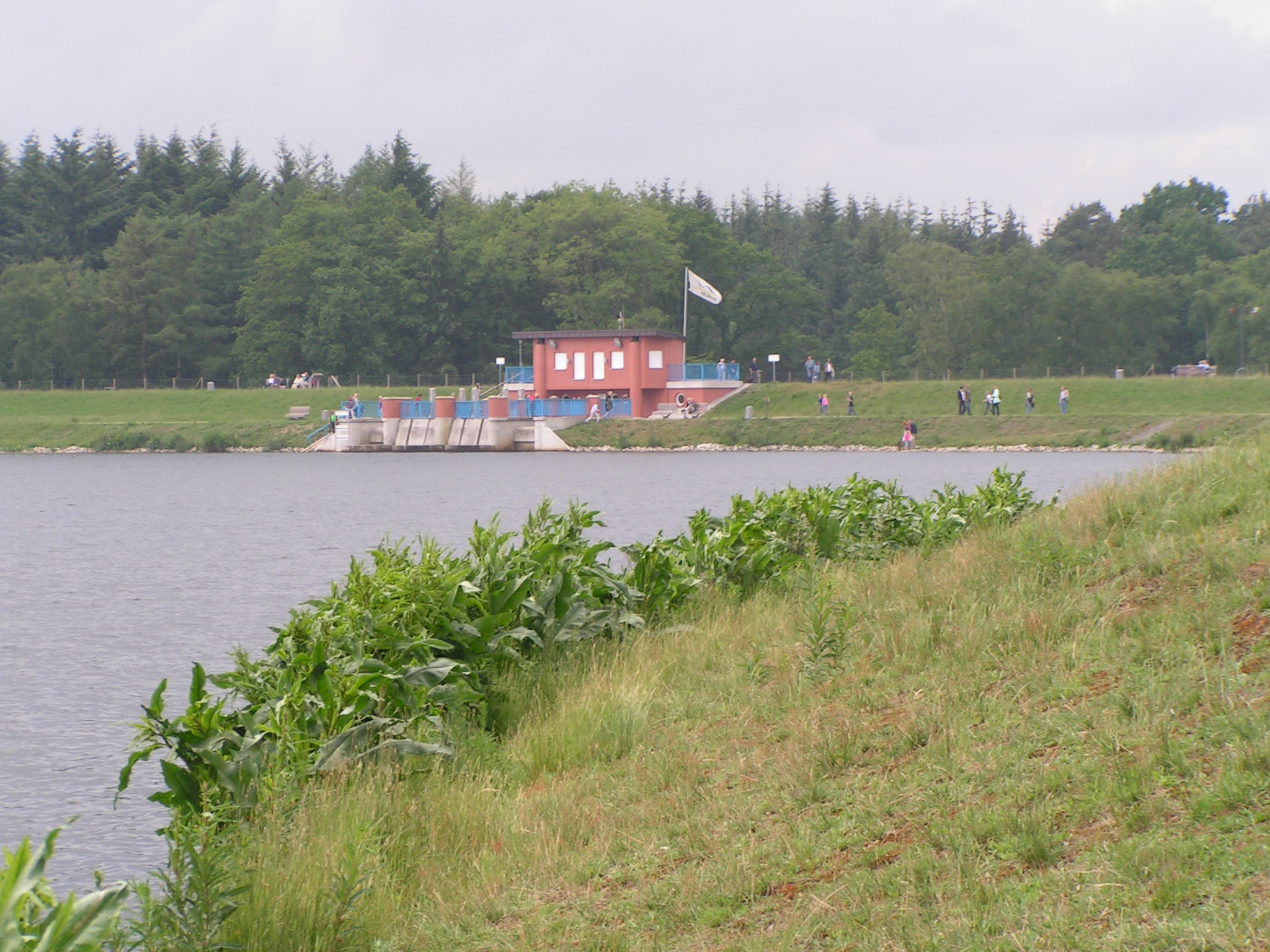
Normalfüllung mit Stauanlage, Mai 2007
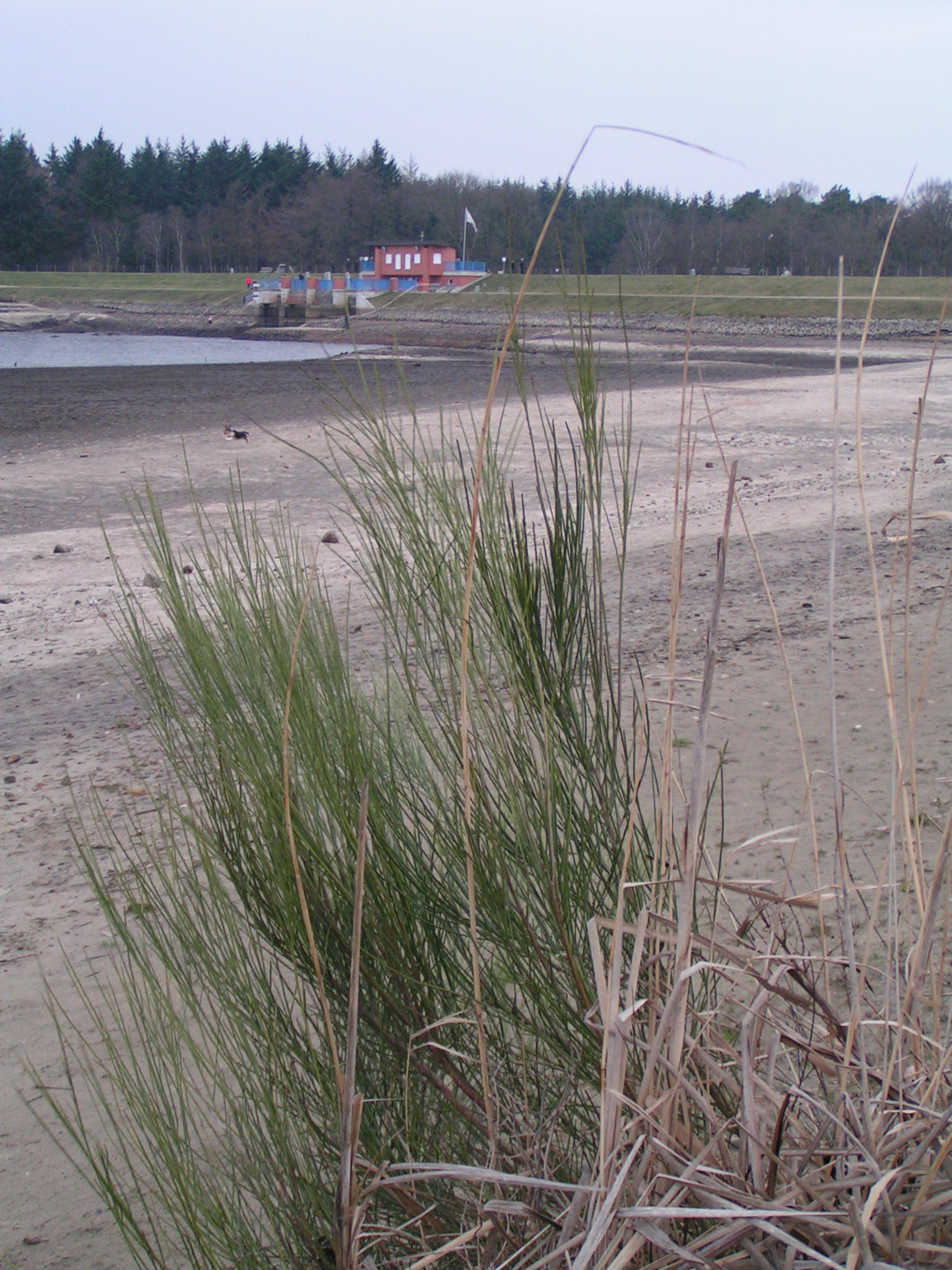
Thülsfelder Talsperre nach der Entleerung (März 2009)
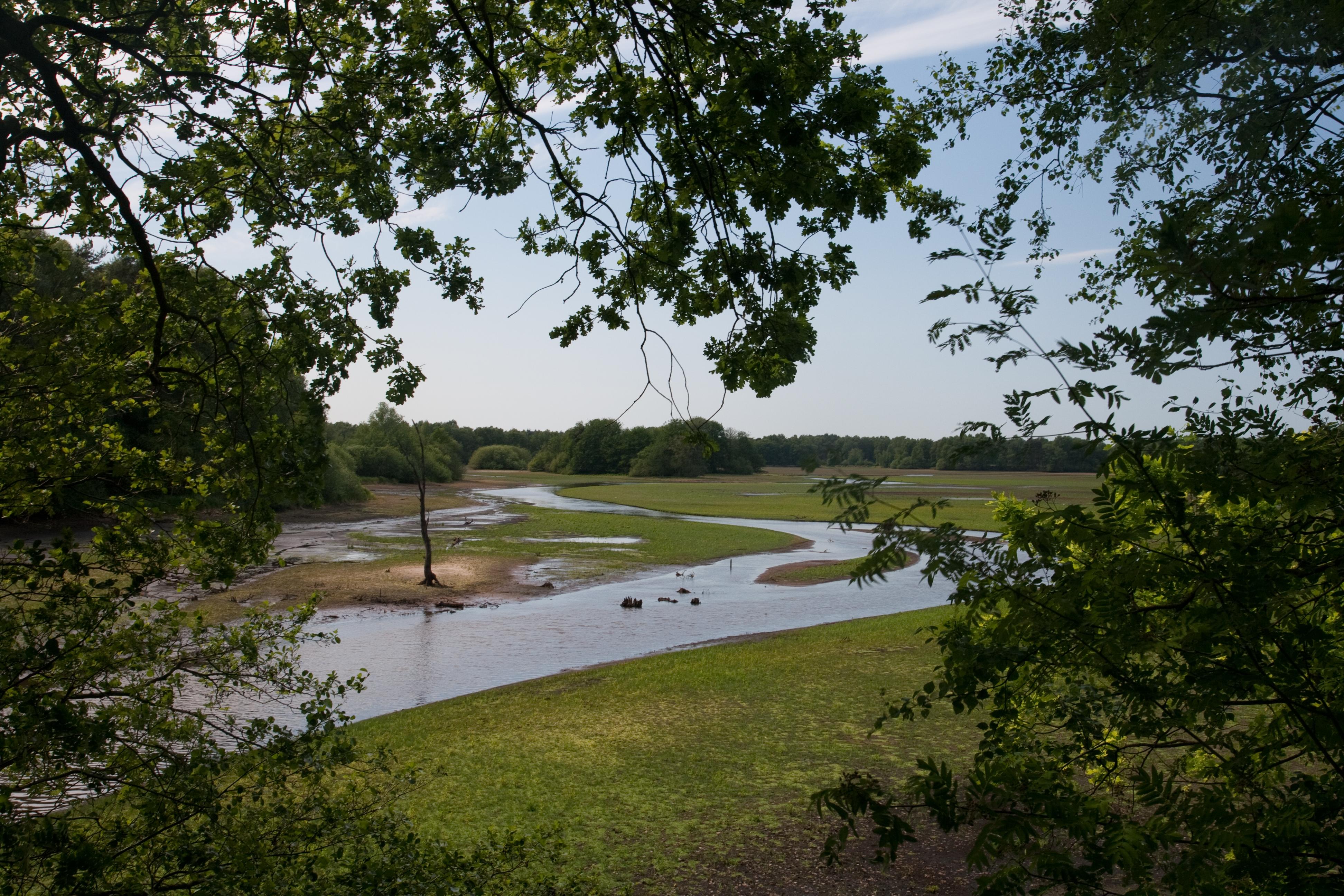
Niedrigstand am Soesteneinfluss (Juni 2009)
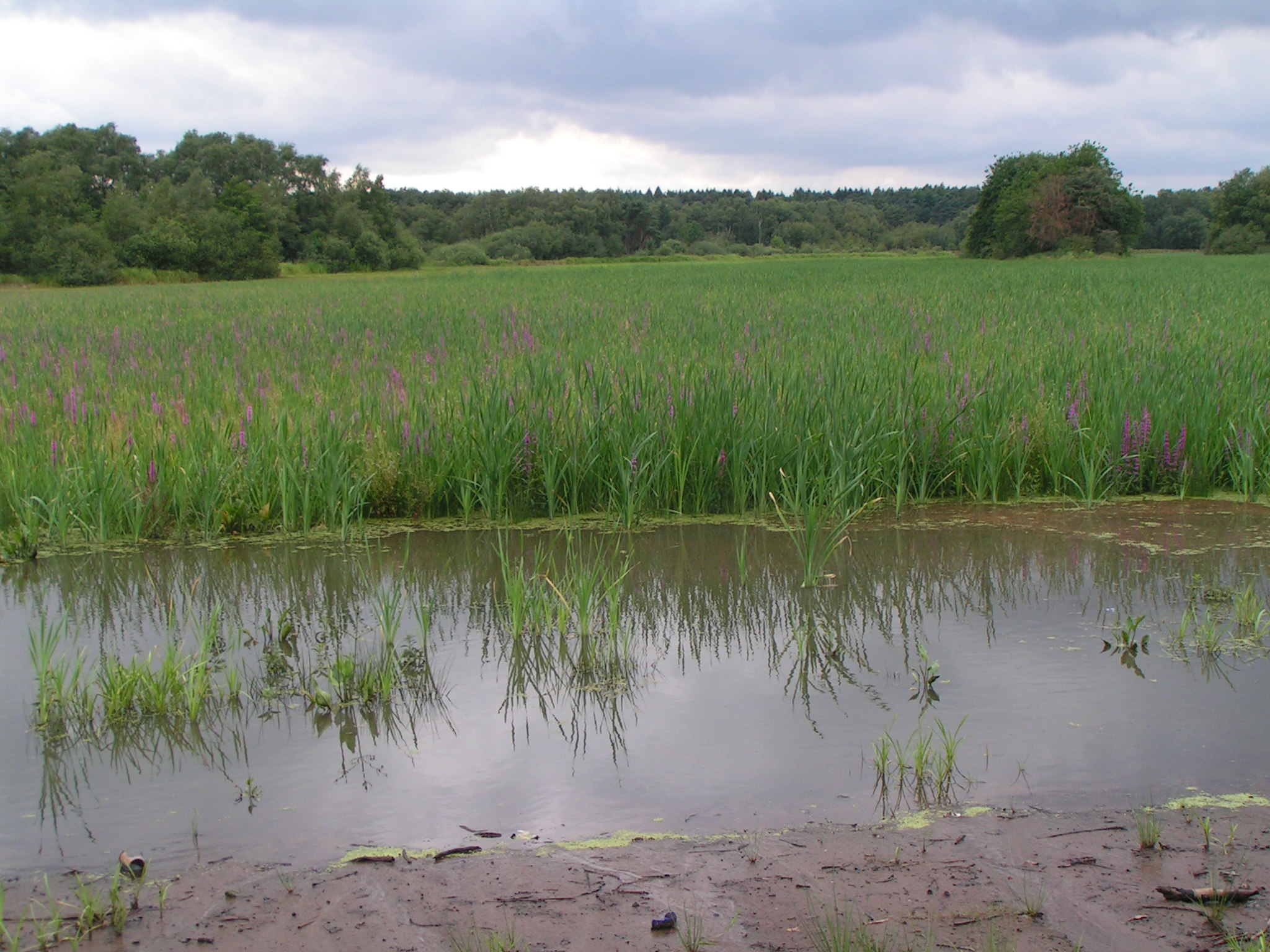
Langsamer Wiederanstau der Soeste (Juli 2009)

## Freizeitaktivitäten
Zur Freizeiterholung sind an der Talsperre unter anderem mehrere Campingplätze und ein Golfplatz sowie seit 2005 auch ein Kletterwald vorhanden. Angeboten werden auch Silvesterläufe und ein Triathlon. Weiterhin gibt es zwei von der Deutschen Lebens-Rettungs-Gesellschaft (DLRG) bewachte Sandstrände, sowie eine weitere Badestelle im nördlichen Bereich der Talsperre. Boote und Wasserfahrzeuge sind auf dem Gewässer mit wenigen Ausnahmen nicht gestattet.
2012 gab es über 301.000 Übernachtungen rund um die Talsperre, wovon über 130.000 auf das Feriengebiet in Dwergte entfielen. Zudem wurden im Jahr 2007 über 1,5 Millionen Tagesgäste gezählt, mit denen ein Umsatz von 36,9 Millionen Euro erzielt wurde.
Die Talsperre ist über Bedarfshaltestellen von zwei Buslinien an den ÖPNV angebunden.

## Bildergalerie

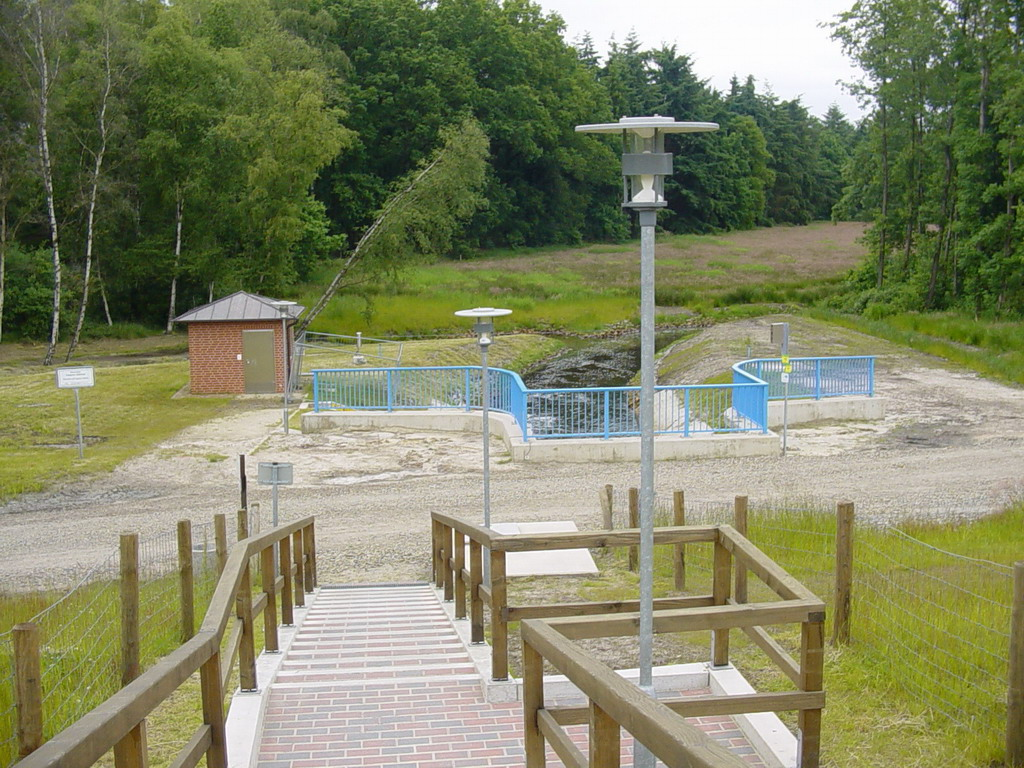
Auslaufkanal hinter dem Damm, Oktober 2005
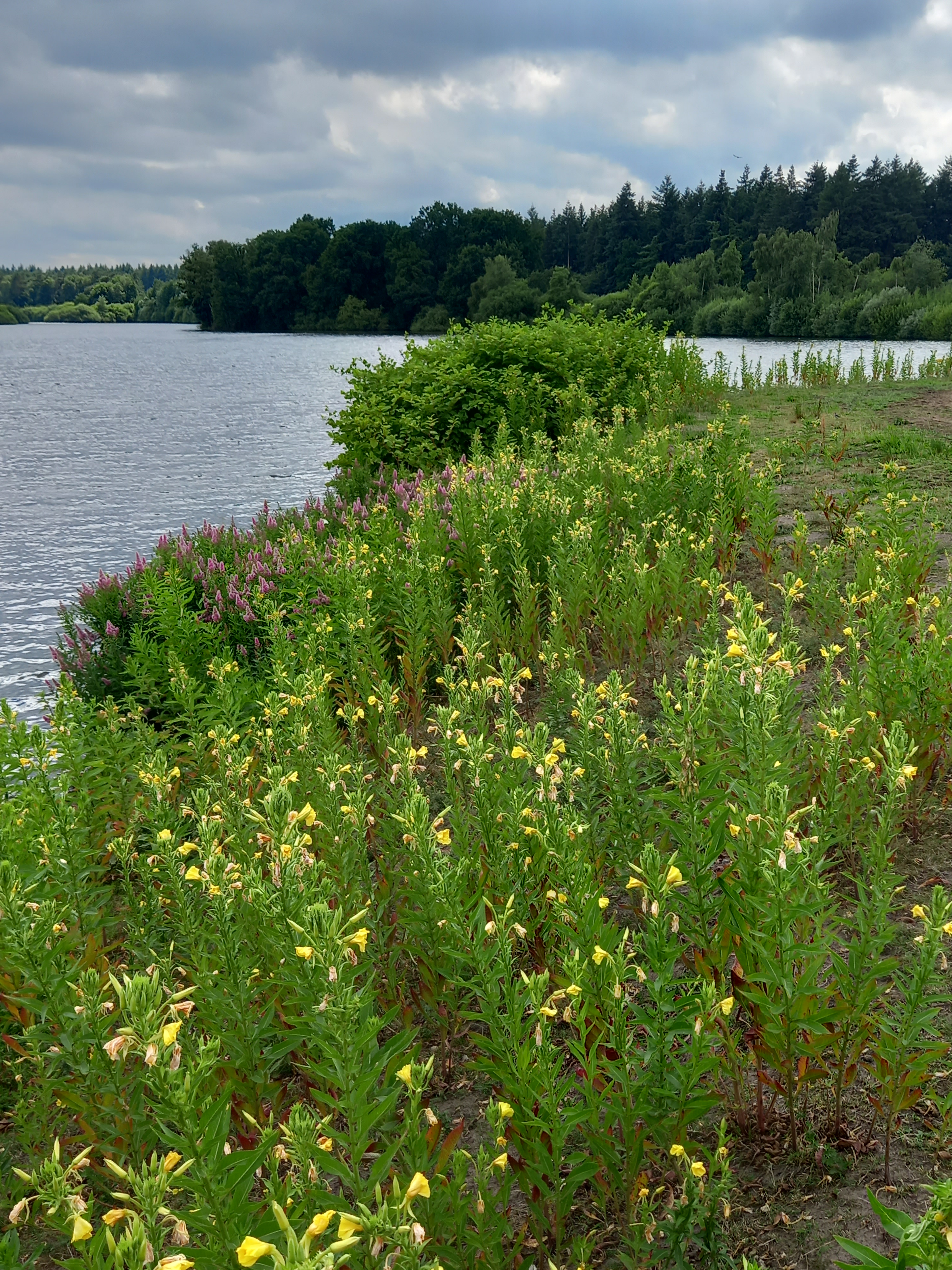
Sommervegetation am Nordufer
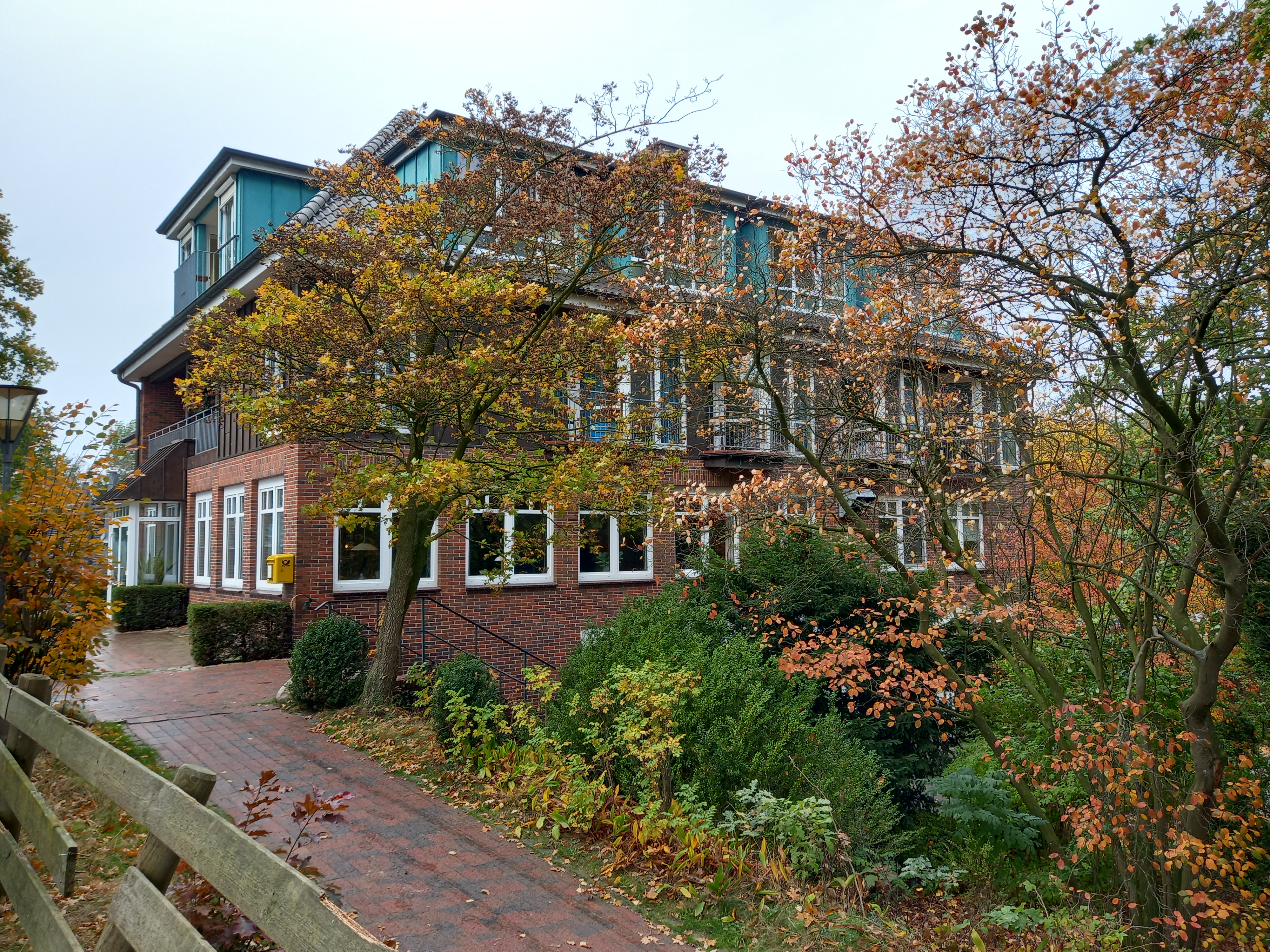
Hotel mit Café am nordöstlichen Ufer
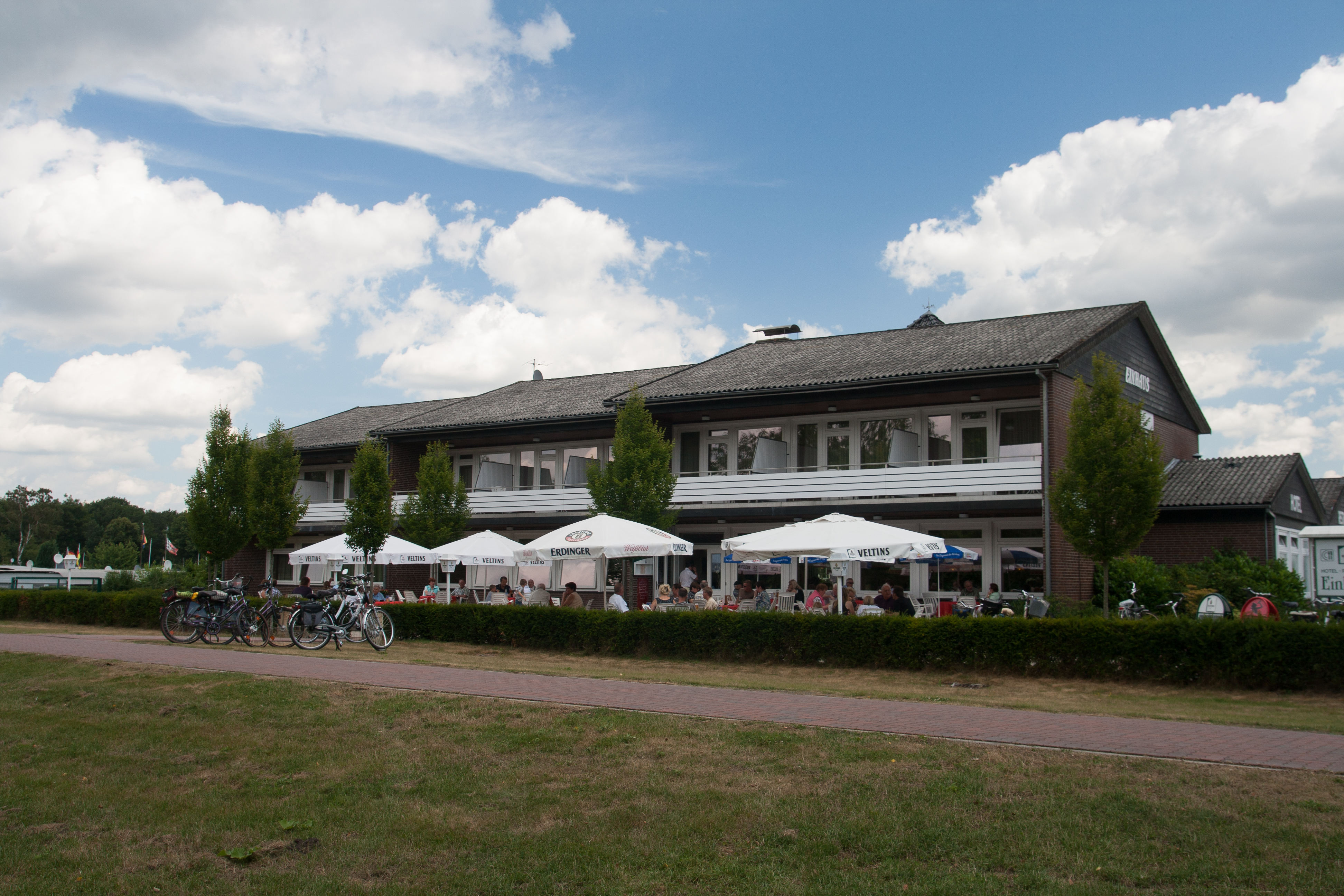
Cafébetrieb nahe der Südostecke des Sees
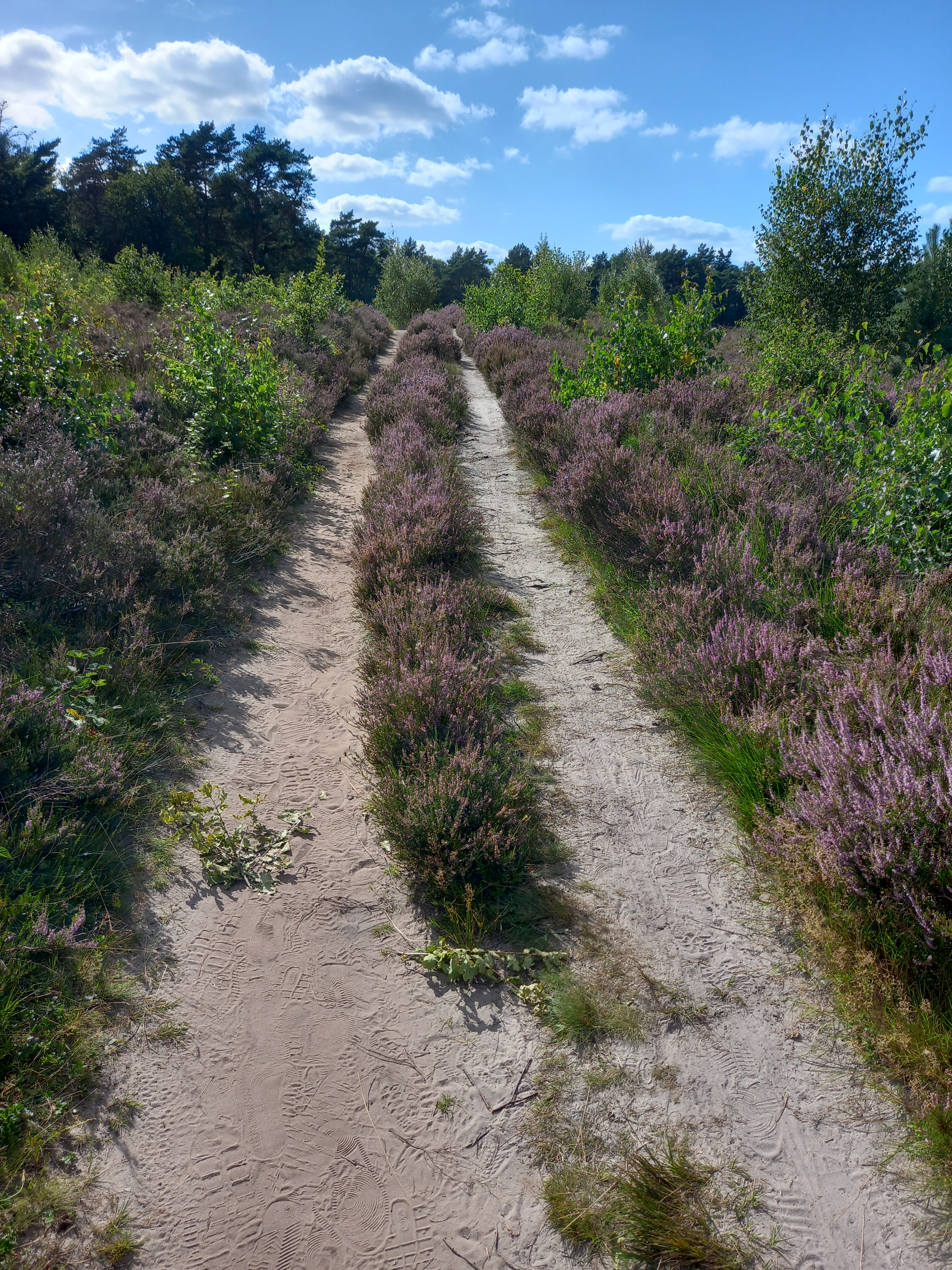
Weg durch die blühende Heide westlich der Talsperre, August 2025
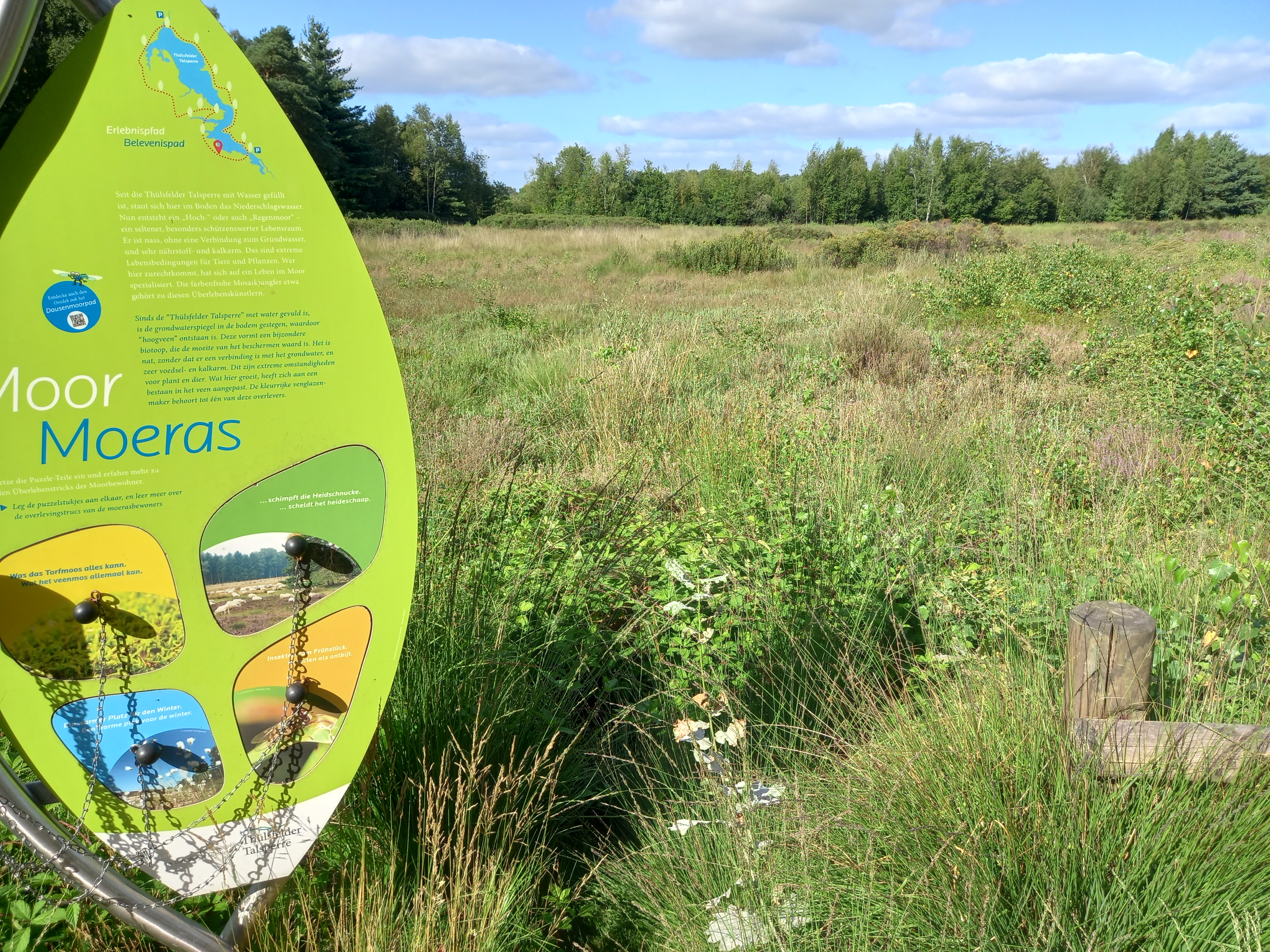
Regenmoor im Entstehen westlich der Talsperre, August 2025